# Hukanmaanjärvet
Hukanmaanjärvet är varandra näraliggande sjöar i Pajala kommun i Norrbotten som ingår i Torneälvens huvudavrinningsområde.
- Hukanmaanjärvet (Junosuando socken, Norrbotten, 751622-179069), sjö i Pajala kommun, 67°35′51″N 22°38′41″Ö / 67.5975°N 22.6447°Ö (8,68 ha)
- Hukanmaanjärvet (Junosuando socken, Norrbotten, 751669-179013), sjö i Pajala kommun, 67°36′01″N 22°38′10″Ö / 67.6003°N 22.6361°Ö